# Krasnystaw (gmina)
Pour les articles homonymes, voir Krasnystaw.
Krasnystaw est une gmina rurale (gmina wiejska) de la powiat de Krasnystaw, dans la Voïvodie de Lublin, dans l'est de la Pologne.
Son siège administratif (chef-lieu) est la ville de Krasnystaw, bien qu'elle ne fasse pas partie du territoire de la gmina.
La gmina couvre une superficie de 150,96 km2 pour une population de 9 142 habitants en 2006.

## Histoire
De 1975 à 1998, la gmina est attachée administrativement à l'ancienne Voïvodie de Zamość.

Depuis 1999, elle fait partie de la nouvelle voïvodie de Lublin.

## Géographie
La gmina inclut les villages et localités de:

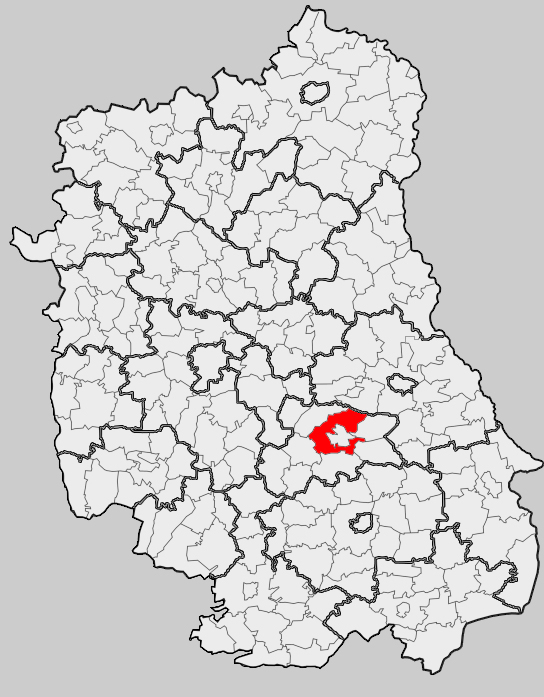
Position de la gmina dans la voïvodie

Localités
- Bzite
- Czarnoziem
- Jaślików
- Józefów
- Kasjan
- Krupe
- Krupiec
- Krynica
- Latyczów
- Małochwiej Duży
- Małochwiej Mały
- Niemienice
- Niemienice-Kolonia
- Ostrów Krupski
- Rońsko
- Siennica Nadolna

Villages
- Białka
- Łany
- Stężyca Łęczyńska
- Stężyca Nadwieprzańska
- Stężyca-Kolonia
- Tuligłowy
- Widniówka
- Wincentów
- Zakręcie
- Zastawie-Kolonia
- Zażółkiew

### Gminy voisines
La gmina de Krasnystaw est voisine de:

la ville de :
- Krasnystaw

et des gminy de:
- Gorzków
- Izbica
- Kraśniczyn
- Łopiennik Górny
- Rejowiec
- Siennica Różana

## Structure du terrain
D'après les données de 2005, la superficie de la commune de Krasnystaw est de 150,96 kilomètres carrés, répartis comme telle :
- terres agricoles : 71%
- forêts : 18%

La commune représente 13,27% de la superficie du powiat.

## Démographie
Données du 31 décembre 2006:
| Description        | Total  | Total | Femmes | Femmes | Hommes | Hommes |
| ------------------ | ------ | ----- | ------ | ------ | ------ | ------ |
| Unité              | Nombre | %     | Nombre | %      | Nombre | %      |
| Population         | 9172   | 100   | 4 634  | 50,5   | 4 538  | 49,5   |
| Densité (hab./km²) | 61     | 61    | 30,6   | 30,6   | 30,4   | 30,4   |